# Associació Catalana de Sociologia
L'Associació Catalana de Sociologia és una associació filial de l'Institut d'Estudis Catalans, creada el 1979, i pertanyent a la secció de Filosofia i Ciències Socials de l'IEC.
Actualment assumeix el paper d'acadèmia científica i inicialment se centrà en els aspectes corporatius i professionals. En aquest sentit donà suport a la creació, el 1988, del Col·legi de Doctors i Llicenciats en Ciències Polítiques i Sociologia de Catalunya (COLPISC), amb la finalitat de defensa corporativa de la professió. Des de la seva fundació, les activitats prioritàries han estat l'organització de les diverses edicions del Congrés Català de Sociologia i l'organització del primer Congrés de Joves Sociòlegs el 2000. L'ASC també ha participat en els congressos organitzats per la Federació Espanyola de Sociologia (FES). Edita, des del 1995, la Revista Catalana de Sociologia i ha publicat diverses monografies sobre temes específics de la disciplina.
El febrer de 1979 fou la data de la creació oficial de l'Associació Catalana de Sociologia. Els precedents, però, es troben en 1966, quan després de la celebració del VI Congrés Mundial de Sociologia, celebrat a Eivan (França), alguns sociòlegs catalans entre els quals Jordi Estivill, Joan Estruch, Salvador Giner, J. Marcos, Àngels Pascual i Francesc Vallverdú, comencen a reunir-se per tal d'aconseguir crear aquesta associació. L'ACS fou acollida com a secció filial de l'Institut d'Estudis Catalans l'abril de 1978, prenent el nom de Societat Catalana de Sociologia, i quedant inclosa dins de la secció de Filosofia i Ciències Socials de l'IEC. Malgrat això, continuaria anomenant-se Associació Catalana de Sociologia. Està integrada a la Federación de Asociaciones de Sociologia del Estado Español (FASEE), que aplegava les societats científiques territorials de l'Estat, que més tard simplificaria les sigles dient-se Federación Española de Sociologia, FES.
Després de la seva fundació l'ACS ben aviat va assumir el seu caràcter d'acadèmia científica, tot i que aleshores es preocupava també dels aspectes corporatius de la professió. Quan el 1988 es va crear a la Universitat Autònoma de Barcelona el Col·legi de Doctors i Llicenciats en Ciències Polítiques i Sociologia de Catalunya (COLPISC), aquest socupà preferentment dels aspectes corporatius de la professió, i la Societat Catalana de Sociologia esdevení prioritàriament societat científica.
Les grans fites de l'Associació Catalana de Sociologia són les trobades col·lectives o jornades de reflexió en format de conferències, els debats, col·loquis i congressos convocats des dels inicis de la seva existència fins a l'actualitat. Les reflexions escrites que s'ofereixen a la comunitat científica es traslladen a la Revista Catalana de Sociologia, editada per l'Associació que apareix periòdicament des de l'any 1995. Destaca també el Butlletí de l'ACS, un full informatiu per als socis que conté, a més de la informació puntual sobre l'activitat de l'Associació Catalana de Sociologia, articles, comentaris i informacions rellevants i d'interès per als socis.